# Toxomerus calceolatus
Toxomerus calceolatus är en tvåvingeart som först beskrevs av Macquart 1842.  Toxomerus calceolatus ingår i släktet Toxomerus och familjen blomflugor. Inga underarter finns listade i Catalogue of Life.